# Charles Bonnet de Villers
Charles Auguste Bonnet de Viller(s) (geboren Bonnet) (Roisin, 18 januari 1774 – Argentan, 26 mei 1836) was een Franse officier en behoorde tot de empireadel.

## Levensloop
Ondanks zijn geboorte in het Zuid-Nederlandse Roisin, behoorde Bonnet tot een familie van Normandische afkomst.
Zijn ouders waren François-Antoine Bonnet de Démouville en Catherine Liénard. Zijn vader was militair en promoveerde tot brigadegeneraal in de legers van de Pyrénées-Orientales.
Zijn grootvader, Jean-Charles Bonnet, heer van Démouville, was majoor van de kustwacht in Caen.
Charles Auguste werd genie-ingenieur. Hij trad toe tot het leger, in regimenten die onder het bevel van zijn vader stonden:
- kanonnier van 13 juli 1791 tot 12 januari 1793;
- vanaf 1793 als huzaar in het Tiende regiment, waar hij opklom tot 'chef d'escadron'.

Hij diende bij de legers van het Noorden en van de Ardennen, bij het leger van Samber en Maas, bij de legers in de Alpen, Italië en Spanje en van 1805 tot 1809 in de Grande Armée.
In 1807 werd hij zwaar verwond aan het linkerbeen tijdens gevechten in Polen.
Hij behoorde tot de legers die de Pauselijke Staten veroverden en liet zich opmerken bij de verovering van Rome in 1808, wat meebracht dat hij door paus Pius VII in de ban van de kerk werd geslagen.
Hij nam nog deel aan campagnes in 1809, maar hierdoor verergerde zijn invaliditeit, wat weldra een einde stelde aan zijn legeractiviteiten. Hij nam ontslag met de graad van luitenant-kolonel.
In 1810 werd hij verheven tot empireridder onder de naam 'Bonnet de Viller(s)'. In 1806 was hij al ridder in het Legioen van Eer geworden.
Hij was getrouwd met Armande Bonnet en ze kregen vier kinderen:
- Isidore de Villers (1804),
- Marie-Augustine de Villers (1811),
- Augustine-Marie de Villers (1812),
- Charlotte-Hermine de Villers (1814).

Na de verdwijning van het Franse keizerrijk bleef hij in Frankrijk wonen. Hij trok zich eerst terug op het kasteel van Démouville, werd maire van Aunou-le-Faucon en stierf in Argentan.